# Chiesa di Santa Maria Assunta (Renon)
La chiesa di Santa Maria Assunta (in tedesco Pfarrkirche Maria Himmelfahrt) è la parrocchiale a Longomoso, frazione di Renon, in provincia autonoma di Bolzano. Appartiene al decanato di Bolzano-Sarentino della diocesi di Bolzano-Bressanone e risale al XIII secolo.

## Storia

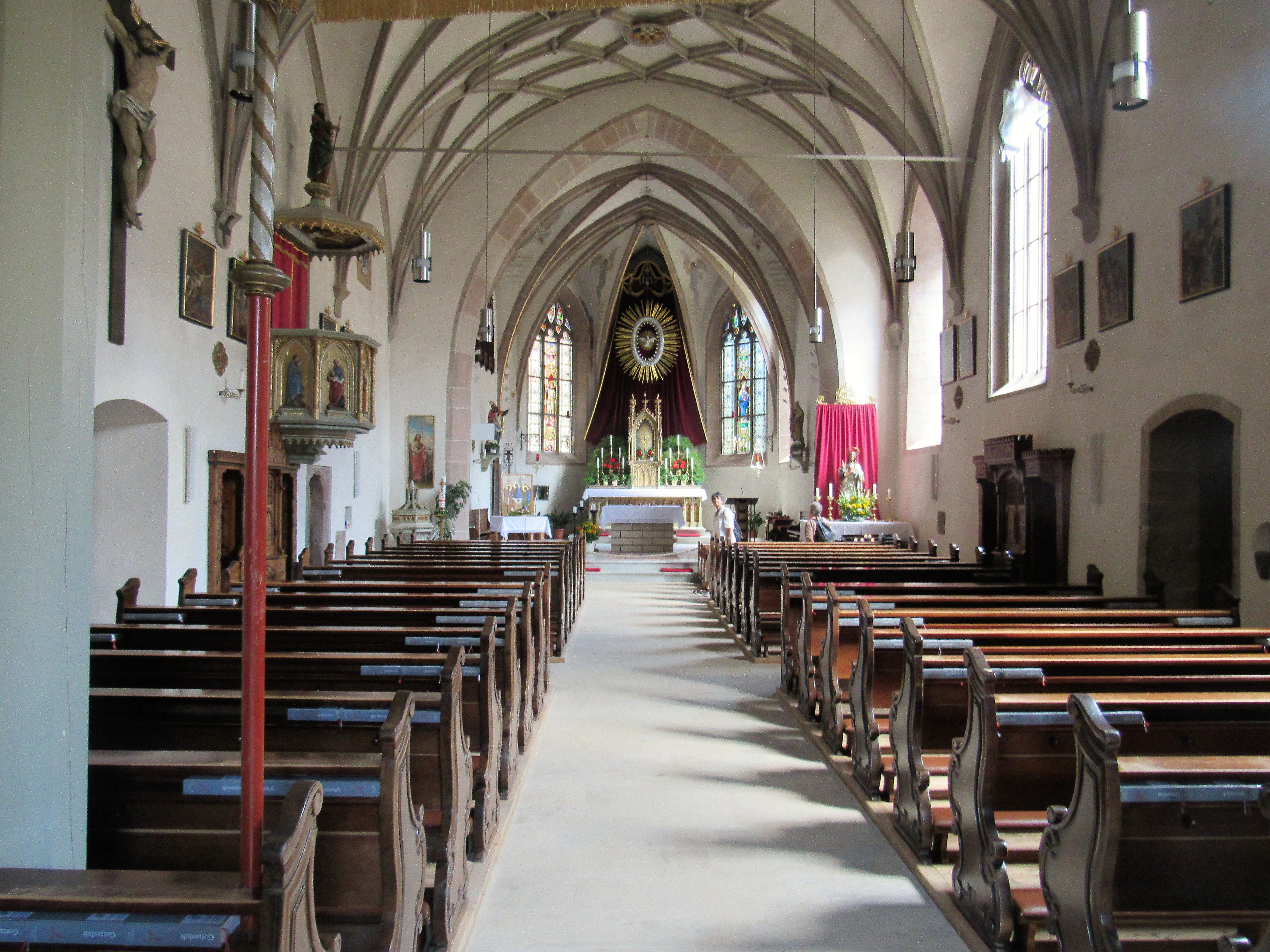
Navata della chiesa.

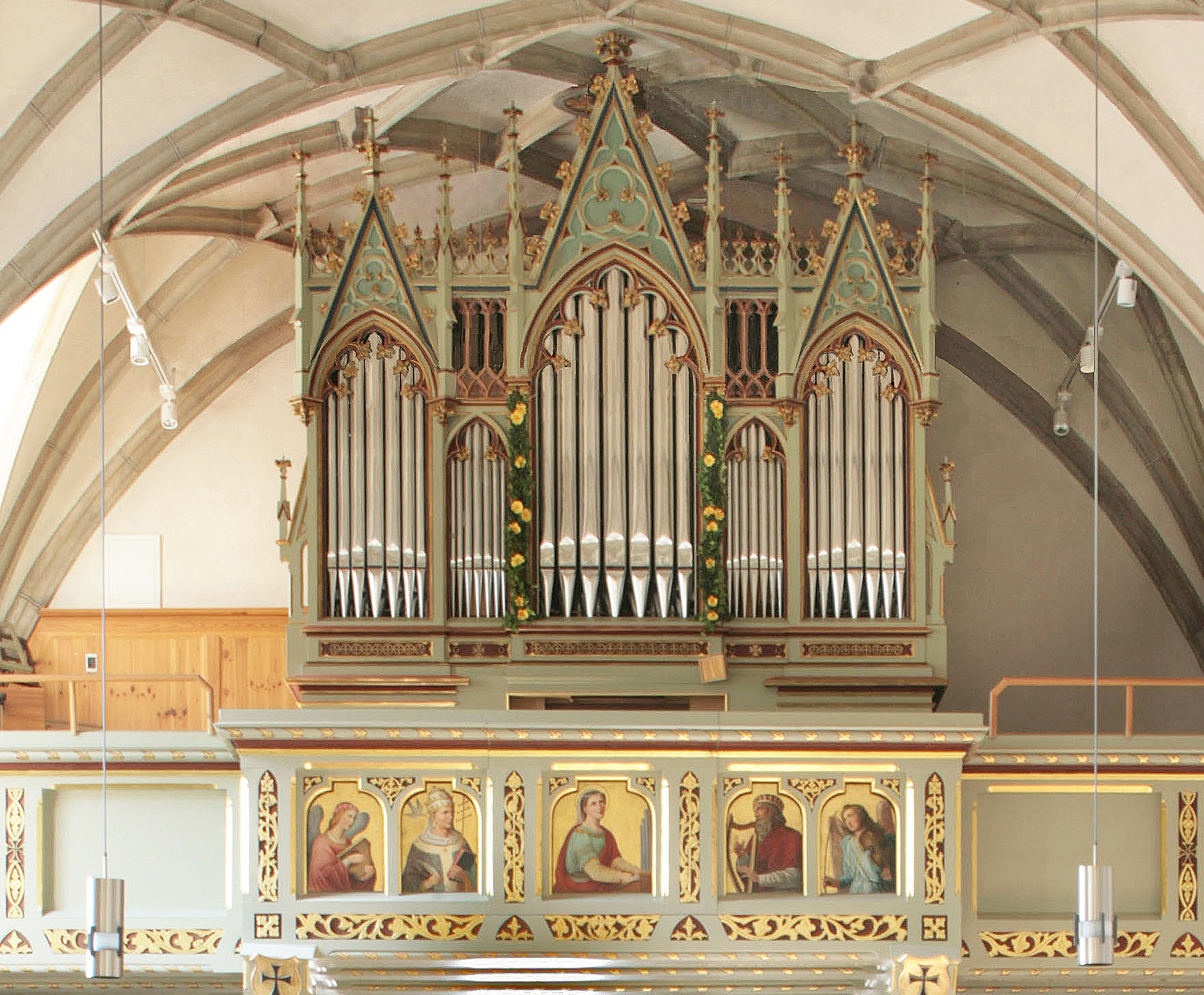
Organo a canne in controfacciata.

L'edificazione del principale luogo di culto a Longomoso avvenne verosimilmente nella prima metà del XIII secolo e sin dall'inizio ebbe dedicazione all'Assunzione di Maria.
In origine ebbe la funzione di luogo di accoglienza o ospizio, cioè una casa destinata ai pellegrini ed ai viaggiatori. Appartenente all'Ordine teutonico e la chiesa originale fu costruita in stile romanico. La solenne consacrazione fu celebrata nel 1225 dal vescovo Gerardo Oscasali di Trento.
La torre campanaria è di poco successiva, e la sua erezione è databile all'inizio del secolo successivo. All'inizio del XVI secolo l'edificio fu interessato da un ampliamento e da una parziale ricostruzione seguendo lo stile gotico del tempo.

## Descrizione

### Esterno
La torre campanaria è la parte della struttura rimasta originale rispetto al momento della sua erezione. Si trova alla sinistra della chiesa, addossata ed in posizione leggermente arretrata. Presenta con finestre a trifora sottili ed alte. Il resto della struttura, che risale nelle forme recenti al XVI secolo, mostra una facciata a capanna con due spioventi semplice e austera. Il portale principale è in pietra a vista, con cornice strombata. Risulta architravato e sormontato da una lunetta cieca con scultura. In alto, sul prospetto e leggermente decentrato sulla sinistra, l'affresco raffigurante l'Assunzione.

### Interno
La navata interna è unica. Il coro gotico ligneo risale al XIV secolo. Le pareti interne conservano tracce di affreschi attribuibili a scuola bolzanina. In controfacciata si trova l'organo a canne.